# Кей Пакс
За книгата вижте Кей Пакс (книга).
„Кей Пакс“ (на английски: K-PAX) е филм за душевноболен човек, който твърди че е извънземен. Филмът е направен по роман със същото име.

## Преглед
Внимание:  Текстът по-долу разкрива сюжета на произведението (или части от него)!
Историята започва с човек, наричащ себе си „прот“ (Кевин Спейси), който мистериозно се появява на нюйоркската гара Гранд Сентръл. Когато казва, че е извънземен от планетата „Кей Пакс“, прот е предаден на психиатрична клиника в Ню Йорк.
Психиатърът, Марк Пауъл (ролята се изпънява от Джеф Бриджис), се заема със задачата да „излекува“ прот от неговата самозаблуда. Постепенно, д-р Пауъл се привързва към прот и започва да вярва на неговите привидно абсурдни твърдения. Филмът задава въпроса: Луд ли е прот или наистина е на светлинни години от нас? Никога не разбираме.